# Атлас (книга)

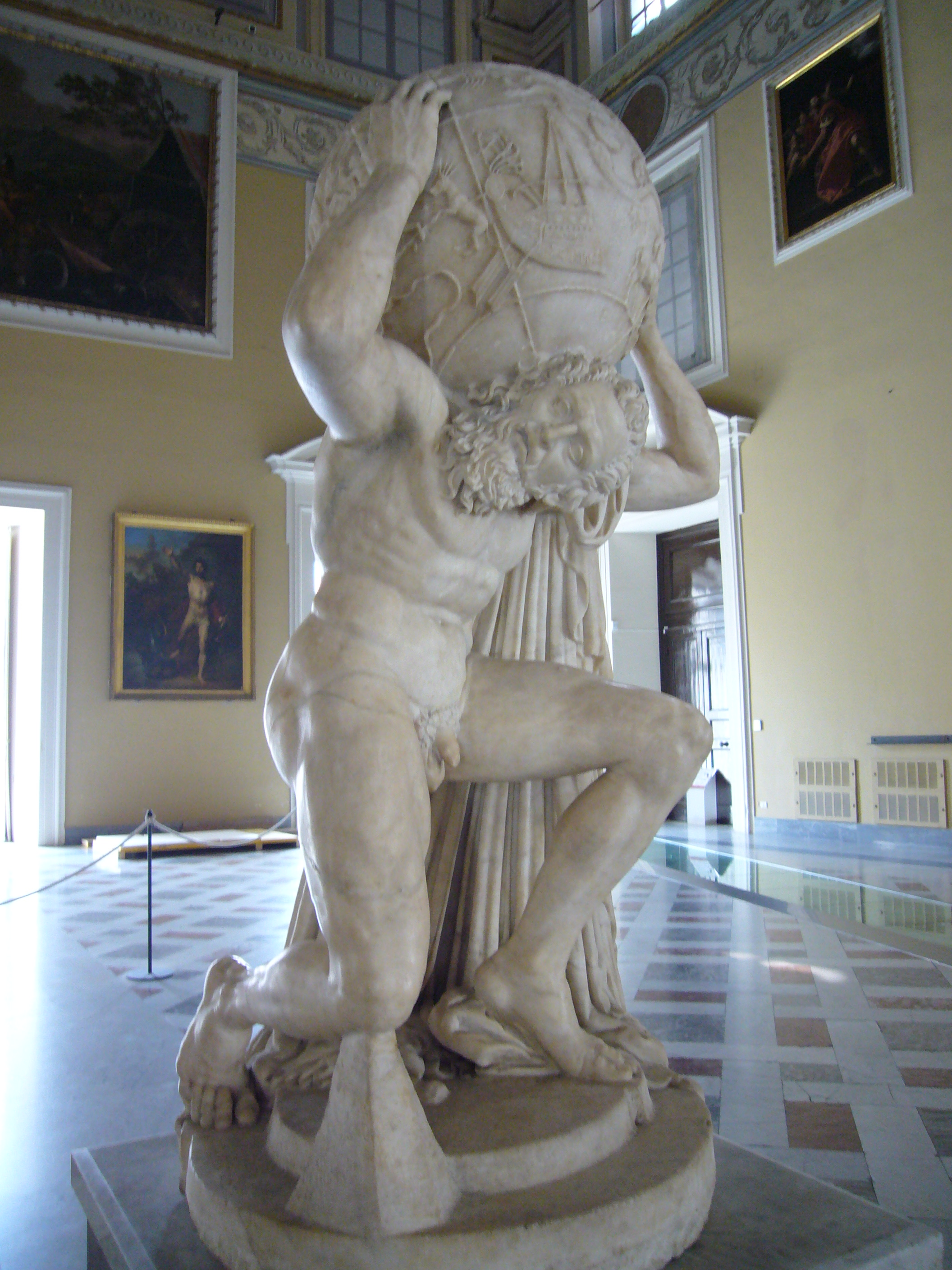
Титан Атлас, чиїм ім'ям називають сучасні збірки карт

А́тлас — тематична, детально опрацьована збірка карт, ілюстрацій, таблиць (атлас географічний, історичний, анатомічний).

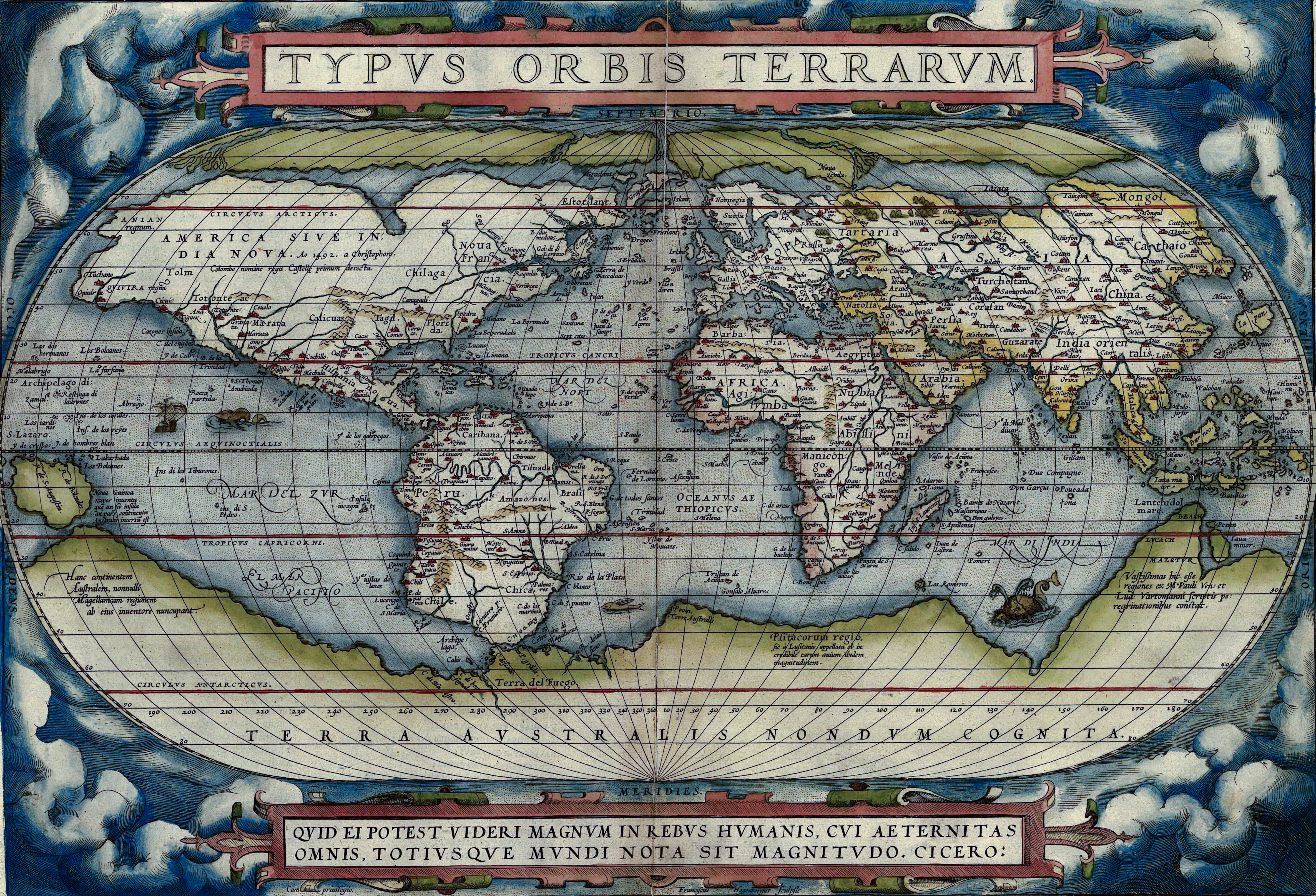
Карта світу з атласу Абрахама Ортелія Видовище кола земного (Theatrum Orbis Terrarum) 1570

Родоначальником складання атласів вважається давньогрецький учений Клавдій Птолемей.
Термін «атлас» запровадив у 1595 році картограф Герард Меркатор: у своїй праці "Atlas Sive Cosmographicae Meditationes de Fabrica Mundi et Fabricati Figura" («Атлас чи космографічні роздуми про створення всесвіту й всесвіт як створене»). Така назва була обрана на честь Атласа — міфічного царя Лівії (Африки), що виготовив небесний глобус.
Географічні атласи зазвичай складаються для планети Земля. Але також є атласи для інших планет Сонячної системи і їх супутників.

## Опис
Зазвичай атлас являє собою книгу, але деякі сучасні атласи представлені в електронному вигляді. Щоб краще представити інформацію про планету Земля або її регіони нерідко в атлас включають не тільки фізичну карту, яка відображатиме рельєф, але й політичну, кліматичну, релігійну (поширення релігій в різних областях світу), різного типу соціальні картки (щільність населення, середній рівень доходу, народжуваність, смертність) та економічні (розвиток різних галузей промисловості) карти.
Часто карти атласу вкладають в спільну палітурку, але це не є органічною ознакою атласу. Для зручності користування окремими картами деякі атласи випускаються розбірними — їх листи укладаються в загальну папку з клапанами або футляр-коробку. Іноді карти атласу видаються і виходять у світ поступово, окремими випусками.

## Класифікація
Існують різноманітні атласи за територіальним охопленням, тематикою, призначенням та обсягом. Їх класифікація в загальному будується відповідно класифікації географічних карт.
По території, яка відображається на картах атласу, розрізняють:
1. Атласи світу (або всесвітні атласи), що охоплюють всю земну кулю.
2. Атласи окремих континентів або їх великих частин (наприклад, Атлас Антарктики).
3. Атласи окремих держав (України, Росії, США, Франції).
4. Регіональні атласи — частин держав, окремих областей, провінцій і районів (наприклад, Атлас Криму, Атлас Сумської області).
5. Атласи міст (наприклад, Атлас Києва, Атлас Москви, Атлас міст земного світу).

Аналогічний підрозділ використовується для атласів акваторій — океанів і їх великих частин, морів, проток, великих озер тощо.
За тематикою виділяють атласи:
1. Загальногеографічні, що складаються в основному з загальногеографічних карт (наприклад, Радянський Атлас світу, 1967); нерідко ці атласи поповнюються невеликою кількістю тематичних карт, що в цілому не змінює тип атласу; для невеликих країн вони набувають характеру топографічних атласів.
2. Фізико-географічні, що відображають природні явища: вузькогалузеві, що містять однотипні карти (наприклад, Атлас ареалів і ресурсів лікарських рослин СРСР (1976), ґрунтові атласи окремих округів США).
3. Комплексні галузеві, що містять різні, але взаємодоповнюючі карти будь-якого природного явища (наприклад, Кліматичний атлас СРСР, т. 1, 1960; т. 2, 1963, с картами окремих метеорологічних елементів).
4. Комплексні, що показують ряд взаємозв'язаних природних явищ (наприклад, Радянський Морський атлас, т. 2, що характеризує клімат і океанографію Світового океану) або дають різнобічну характеристику природи (наприклад, Фізико-географічний атлас світу, 1964).
5. Соціально-економічні з підрозділом, аналогічним зазначеному для фізико-географічних атласів (наприклад, вузькогалузевий — Атлас автомобільних доріг України, комплексний галузевий — Атлас родовищ нафти і газу України й Атлас сільського господарства України, комплексний — Атлас розвитку господарства і культури України);
6. Загальні комплексні, що включають карти з фізичної, економічної та політичної географії і дають багатосторонню характеристику картографуванню території (наприклад, національні атласи різних країн: України (2008), Росії (2004—2008), Білорусі).

Атласи класифікують також за призначенням для певного кола споживачів — навчальні, краєзнавчі, туристичні, дорожні, пропагандистські тощо. Інший аспект цієї класифікації підрозділ атласів на науково-довідкові, що містять можливо повну і науково обґрунтовану характеристику картографуючих явищ, і популярні, розраховані на масового читача. 
Нарешті, розрізняють атласи за форматом: великі або настільні, середні, малі, а серед останніх також кишенькові.

### Гарячі новини зі світу біологів!
Біологи висунули ідею створити загальний таксономічний атлас, який містив би інформацію про всіх представників життя на Землі. Принципи створення єдиного авторитетного списку видів дослідники представили в статті, опублікованій в науковому журналі PLOS Biology 7 липня 2020 р.
Їхню ідею підтримав Міжнародний союз біологічних наук (IUBS), роботу над пілотною версією атласу планують почати в 2021-2022 роках.
Створення Загального атласу життя вирішить проблему з відкритими, але "забутими" представниками флори і фауни, наголосили вчені.